# Сюнан
Сюнан (яп. 周南市, しゅうなんし, сюнан сі ) — місто в Японії, у східній частині префектури Ямаґуті. Засноване 21 квітня 2003 року шляхом злиття таких населених пунктів:
- міста Токуяма (徳山市);
- міста Сіннанйо (新南陽市);
- містечка Кумаґе повіту Кумаґе (熊毛郡熊毛町);
- містечка Кано повіту Цуно (都濃郡鹿野町).

Основою сучасного міста Сюнан є колишнє портове місто Токуяма, що лежить на узбережжі Внутрішнього Японського моря. До 1945 року тут розміщувалися паливні заводи Імперського флоту Японії і база пілотованих торпед «Кайтен».